# Axialkolbenmotor
Axialkolbenmotoren werden sowohl in industriellen Anwendungen (z. B. Schwermaschinenbau) als auch in mobilen Arbeitsmaschinen verwendet. Meist handelt es sich um eine Bauform von Hydraulikmotoren. Sie können konstantes oder variables Schluckvolumen haben.

## Aufbau
Axialkolbenmotoren sind ähnlich wie Axialkolbenpumpen aufgebaut. Im Inneren befindet sich ein zylindrisches Drehteil mit axialen Kolbenbohrungen (daher der Name). In diese Bohrungen sind Kolben eingesetzt, die sich in axialer Richtung an einer schräg stehenden Gleitscheibe abstützen. Durch Druck bzw. Sogwirkung auf die einzelnen Kolben beginnt sich das Drehteil und damit die Welle des Motors zu drehen.

## Anwendungen
Sehr häufige Anwendungen sind Fahrantriebe. Wegen des schlechten Wirkungsgrades, der aus der Notwendigkeit resultiert, das Hydraulikfluid zu kühlen, werden sie vor allem bei sogenannten Langsamfahrern, aber auch bei Windenantrieben, wie sie für Krane benötigt werden, eingesetzt. Bei den Axialkolbenmotoren wird hydraulische Leistung (Volumenstrom, Druck) in mechanische Leistung (Drehmoment, Drehzahl) umgewandelt.
Im Industriebereich werden diese vor allem wegen der Leistungsdichte und der leichten Regelbarkeit verwendet.